# Marek Sołtysik
Marek Wincenty Sołtysik (ur. 19 lipca 1950 w Olkuszu) – polski pisarz, eseista, wykładowca akademicki, scenarzysta, krytyk sztuki, grafik i malarz. 

## Życiorys
Ukończył Państwowe Liceum Sztuk Plastycznych w Krakowie (1969) i Akademię Sztuk Pięknych (1975; dyplom na Wydziale Grafiki u prof. Włodzimierza Kunza - litografia, dodatkowo w Katedrze Grafiki Książki). W latach 1975–1979 był asystentem prof. Adama Hoffmanna i prof. Jacka Gaja w pracowni rysunku aktu krakowskiej ASP. 
Jako poeta debiutował w 1972 w Dzienniku Polskim wierszami Pamięci Jamesa Morrisona i Epitafium zwykłe. W tym samym roku w Radiu Kraków oraz w II Programie Polskiego Radia zadebiutował słuchowiskami Odległości. W 1973 zaistniał jako prozaik w „Życiu Literackim” fragmentem powieści Fanty. 
Od 1973 napisał kilkadziesiąt słuchowisk radiowych emitowanych m.in. w Programach II i III Polskiego Radia. Był współtwórcą noweli radiowej Dzień jak co dzień, emitowanej w 1998 w Radiu Kraków.
W latach 1978–1986 wielokrotnie publikował prozę na łamach ogólnopolskiego Tygodnika Kulturalnego. 
Od 1978 do 1990 pracował w tygodniku „Życie Literackie”, gdzie do 1983 był kierownikiem działu prozy (został zdegradowany do funkcji publicysty z powodów politycznych); prowadził tam m.in. cykl „Poczta literacka" (po Wisławie Szymborskiej i prof. Włodzimierzu Maciągu). 
W latach 1984 i 1985 w Muzeum Narodowym w Krakowie odbyły się prapremiery jego obrazków scenicznych Mocarz oraz W oku światła. W pierwszym autor wystąpił w charakterze aktora u boku Doroty Pomykały (reż. Wojciech Markiewicz). 
W 1985 w kwartalniku „World Literature Today” ukazał się obszerny esej Edwarda Możejki (University of Alberta) o twórczości Sołtysika. 
Według powieści Sołtysika Debora, czytanej w 1988 w całości w III Programie Polskiego Radia przez Mariusza Benoit, adaptowanej również jako dramat radiowy w Teatrze Polskiego Radia (Program II, reż. Joanna Szwedowska, reż. Janusz Kukuła) Ryszard Brylski nakręcił film pt. Deborah (w obsadzie m.in.: Olgierd Łukaszewicz, Jerzy Zelnik, Maria Pakulnis, Renata Dancewicz, Hanna Stankówna, Władysław Kowalski, Marek Barbasiewicz, muzyka Michała Lorenca, nagroda dla Renaty Dancewicz za główną rolę kobiecą na Festiwalu Filmowym w Gdyni 1995). Cztery lata wcześniej na podstawie słuchowiska Sołtysika Maria Guzy-Czyżewska nakręciła fabularny film dyplomowy Ciemna słodycz – z Beatą Paluch i Jerzym Radziwiłowiczem w rolach głównych.
Od 1990 do 1991 zatrudniony w Ośrodku TVP Kraków, za dyrekcji reżysera Kazimierza Kutza, jako starszy redaktor dokumentalista i szef siedmioosobowej grupy scenarzystów w nowym studio TVP Kraków w Łęgu (projekt 100-odcinkowego serialu Kraków pozostał w fazie treatmentu). 
W latach 1991–1995 pracował jako redaktor i grafik redakcyjny w „Gazecie Krakowskiej”, później jako reporter w „Super-Expressie”. Stale współpracował z krakowskim „Przekrojem”. 
Zilustrował dziesięć tomów powieści Henryka Sienkiewicza (seria „Złoty Sienkiewicz”; Wydawnictwo Andrzej Frukacz „Ex Libris” - Galeria Polskiej Książki, 1999; sto trzynaście ilustracji). Wykonał sto rysunkowych wizerunków znanych postaci Galicji. 
W latach 2000–2001 opracował kilka katalogów (m.in. Kolekcji Fundacji Haubenstocków) – w redakcji wydawnictw Muzeum Narodowego w Krakowie. Jest autorem okładek i ilustracji niektórych własnych książek. Wystawia indywidualnie (m.in. Kraków: Pałac Sztuki TPSP, Galeria Spółdzielni „Plastyka”, „Galeria Jednej Książki” w Bibliotece Głównej Akademii Sztuk Pięknych; Katowice: Galeria „Przy Kinie”; Nowy Targ: Galeria „Jatki”) oraz w Polsce i za granicą ze Stowarzyszeniem „Polart”, którego jest członkiem. Jego obrazy znajdują się w zbiorach kolekcjonerów w Polsce, Austrii, Izraelu, Kanadzie i USA.
Od 2002 współpracuje jako eseista z miesięcznikiem „Palestra – Pismo Adwokatury Polskiej”. 
Od 2006 omawia bieżące wystawy plastyczne w cyklu „Wędrówki po galeriach” w Miesięczniku Społeczno-Kulturalnym „Kraków”. Opublikował kilkadziesiąt tekstów w katalogach wystaw malarstwa m.in. Kazimierza Mikulskiego, Marii Więckowskiej, Janusza Jutrzenki Trzebiatowskiego (w tym tłumaczenie na język chiński), Czesława Rzepińskiego, Allana Rzepki, Iwony Fiszer-Zuziak, Bogdana Klechowskiego, Marcina Kołpanowicza, Andrzeja Kołpanowicza, Grzegorza Steca, Doroty Gacek-Gorczycy, Piotra E. Wiśniewskiego. 
26 kwietnia 2012 został odznaczony Brązowym Medalem „Zasłużony Kulturze Gloria Artis”. 7 listopada 2019 otrzymał Srebrny Medal „Zasłużony Kulturze Gloria Artis”.
Od roku akademickiego 2012/2013 jest wykładowcą, prowadzącym warsztaty prozatorskie, w Studium Literacko-Artystycznym na Uniwersytecie Jagiellońskim w Krakowie. Od roku akademickiego 2014/2015 prowadzi wykłady monograficzne na studiach doktoranckich w Akademii Sztuk Pięknych im. Jana Matejki w Krakowie. Od roku akademickiego 2019/2020 prowadzi warsztaty publicystyki internetowej w Akademii Ignatianum w Krakowie.
W 2015 w „Twórczości” ukazywały się jego krótkie prozy z cyklu Spod spodu. W lutym 2016 na tych samych łamach ukazały się obszerne fragmenty jego najnowszego utworu Dzidzia z Palmy (powieści biograficznej o malarce Marii Więckowskiej).
Od 2018 publikuje regularnie liczne teksty o polskich malarzach i rzeźbiarzach XIX i XX w. na portalu "Sztuki Piękne", powstałym z inicjatywy zespołu Salonu Dzieł Sztuki Connaisseur w Krakowie.
Prozę, wiersze, eseje publikował dotychczas także m.in. w „Literaturze”, „Kulturze”, „Miesięczniku Literackim”, „Tygodniku Powszechnym”, „Gazecie Wyborczej”, „Akcencie”, „Kamenie”, „Opolu”, „Magazynie Kulturalnym”; w pismach „Borsenblatt”, „Sodobnost”, „Zwrot”; w „Dzienniku Polskim”, „Gazecie Krakowskiej”, „Akcencie”, „Hybrydzie” oraz „Rzeczpospolitej” (w latach 2000-2002 cykl felietonów „Papierowy tygrys”) i „Życiu” (tzw. z kropką).
Brał udział w filmach dokumentalnych o literaturze i sztuce, m.in. „Lęki” Grażyny Banaszkiewicz (o Michale Choromańskim), „Irek” Ireneusza Englera (o Ireneuszu Iredyńskim), „Życzliwie przemilczany” (o Michale Choromańskim) Aleksandry Czerneckiej, „Errata do biografii. Ireneusz Iredyński” Mateusza Ciocha, „Arsenał” (o odwilżowej wystawie w warszawskim „Arsenale" w 1955) Artura Barona Więcka. Udostępnił nagrania archiwalne swojej rozmowy ze Zbigniewem Herbertem („Światło na murze”) twórcom filmu dokumentalnego „Obywatel poeta” (reż. Jerzy Zalewski, 2000).
Na prawach wyłączności jest edytorem korespondencji Ireneusza Iredyńskiego do pierwszej żony, Maszy z Kapelińskich Iredyńskiej.
Jest członkiem oddziału warszawskiego Stowarzyszenia Pisarzy Polskich. Wchodzi w skład kolegium redakcyjnego czasopisma artystyczno-literackiego „Hybryda”. Zasiada w jury konkursu Fundacji Grazella (literatura) oraz w jury Nagrody im. Witolda Wojtkiewicza, utworzonej przez Okręg Krakowski Związku Polskich Artystów Plastyków. Jest członkiem kadry Instytutu Sztuki Literackiej. 
Mieszka w Krakowie.

## Nagrody i wyróżnienia
- Nagroda wydawnictwa „Czytelnik” za Domiar złego w konkursie na debiut powieściowy (1975; ze specjalną dedykacją Jarosława Iwaszkiewicza)
- Nagroda Miasta Krakowa (w kategorii Młodego Twórcy) za twórczość literacką (1980)
- Nagroda im. Stanisława Wyspiańskiego (I stopnia, za całokształt, ze wskazaniem na powieść Gwałt, 1985)
- Nagroda im. Stanisława Piętaka za Małe wiersze wieczorne (1986)
- Nagroda „Miesięcznika Literackiego” za Świadomość to kamień. Kartki z życia Michała Choromańskiego (1989)[4]
- Nagroda „Krakowska Książka Miesiąca” za zbiór esejów Jak upadają wielcy (2012)

Poza tym m.in. nagroda „Literatury” za opowiadanie Rozpacz i drwina; nagroda Naszej Księgarni za prozę dla dzieci (utwór Gruszka – wydanie książkowe 1982); nagrody Funduszu Literatury i stypendia Ministerstwa Kultury oraz liczne wyróżnienia za twórczość radiową i telewizyjną.

## Twórczość

### Książki
- Domiar złego (powieść; Spółdzielnia Wydawnicza "Czytelnik" 1977)
- Sztuczne ruiny (powieść; Spółdzielnia Wydawnicza "Czytelnik" 1978)
- Fanty (powieść; Wydawnictwo Literackie 1980, ISBN 83-08-00343-5)
- Białe okno (powieść; Wydawnictwo Łódzkie 1980, ISBN 978-83-218-0067-7)
- Ulica Maska (opowiadania; z ilustracjami autora; Spółdzielnia Wydawnicza "Czytelnik" 1980, ISBN 83-07-00140-4)
- Kukła. Pakiet Pandory (powieści; Ludowa Spółdzielnia Wydawnicza 1981, ISBN 83-205-3286-8)
- Gruszka (książka dla dzieci; il. Barbara Ziembicka-Sołtysik; Krajowa Agencja Wydawnicza 1982, ISBN 83-07-00823-9; seria: "Z Wiewiórką")
- Korytarz (poezje; Spółdzielnia Wydawnicza "Czytelnik" 1982, ISBN 83-07-00742-9)
- Gwałt. Horror moralny (powieść; Wydawnictwo Literackie 1984, ISBN 83-08-01163-2)
- Intymne zwierzenia kilkunastu osób (opowiadania; z ilustracjami autora; Spółdzielnia Wydawnicza "Czytelnik" 1984, ISBN 83-07-00823-9)
- Małe wiersze wieczorne (poezje; Glob 1986, ISBN 83-7007-052-3)
- Moloch (powieść; Spółdzielnia Wydawnicza "Czytelnik" 1987, ISBN 83-07-01372-0)
- Aż do odejścia nocy (powieść; właściwy debiut, powstał w 1972; Glob 1988, ISBN 83-7007-100-7)
- Świadomość to kamień. Kartki z życia Michała Choromańskiego” (biografia; Wydawnictwo Poznańskie 1989, ISBN 83-210-0684-1; wydanie rozszerzone i uzupełnione pt. Michał Choromański. Portret z odbitym w lustrze wizerunkiem śmierci, w przygotowaniu)
- Debora (powieść; Humanity-Ecology Foundation 1991, ISBN 83-00-03492-7; Firma Wydawnicza "Trans Krak" 1995, ISBN 83-904894-0-6)
- Serce i reszta ciała. Księga trzystu sześćdziesięciu kochanków (opowieści biograficzne; Oficyna Wydawnicza „Rytm” 1999, ISBN 83-87893-25-0)
- Znak miłości. Opowieść o św. Bracie Albercie (opowieść biograficzna; il. Marcin Kołpanowicz; Wydawnictwo AA 2005, 2017, ISBN 978-83-89368-24-9)
- Piękni szaleńcy czyli sztuka skandalem podszyta (eseje; Świat Książki - Bertelsmann Media 2006, ISBN 83-247-0242-3, ISBN 978-83-247-0242-8)
- Legowisko szakali (powieść; Świat Książki - Bertelsmann Media 2007, ISBN 978-83-247-0744-7)
- Tu nie wypada kochać (powieść; Wydawnictwo LTW 2009, ISBN 978-83-7565-062-4)
- Czułość i podniecenie (powieść; Oficyna Wydawnicza "Agawa" 2009, ISBN 978-83-85571-59-9)
- Sekrety nieśmiertelnych (eseje; Oficyna Wydawnicza "Rytm" 2009, ISBN 978-83-7399-343-3)
- Mocne ramiona pani Kicz (powieść; Świat Książki - Weltbild Polska 2012, ISBN 978-83-7799-059-9)
- Jak upadają wielcy (eseje; Oficyna Wydawnicza "Rytm" 2012, ISBN 978-83-7399-513-0)
- Roman Maciejewski. Dwa życia jednego artysty (biografia; Państwowy Instytut Wydawniczy 2013, ISBN 978-83-06-03347-2)
- Zbrodniarze i cudotwórcy (opowieści biograficzne; Oficyna Wydawnicza "Rytm" 2014, ISBN 978-83-7399-607-6)
- Pracownie po umarłych artystach. Najnowsze obrazy i wiersze, stare rękopisy (Wystawa: Galeria Jednej Książki ASP, Kraków, 23 kwietnia - 23 maja 2015 r.; Wydawnictwo Akademii Sztuk Pięknych w Krakowie, 2015, ISBN 978-83-64448-50-8)
- Bestia znad rzeki. Kroniki kryminalne (opowieści biograficzne; Oficyna Wydawnicza „Rytm” 2017, ISBN 978-83-7399-712-7)
- Klan Kossaków (opowieść biograficzna; Wydawnictwo „Arkady” 2018, ISBN 978-83-213-5016-5; wydanie drugie, zmienione; Wydawnictwo "Arkady" 2019, ISBN 978-83-213-5129-2)
- Klan Matejków  (opowieść biograficzna; Wydawnictwo "Arkady" 2019, ISBN 978-83-213-5115-5)

#### Udział w pracach zbiorowych
- Światło na murze w: Herbert nieznany. Rozmowy (autor rozmowy ze Zbigniewem Herbertem; pozostałe teksty: Andrzej Babuchowski, Zbigniew Taranienko, Krystyna Nastulanka, Zuzanna Jastrzębska, Halina Murza-Stankiewicz, Janusz St. Pasierb, Wojciech Wiśniewski, Anna Kornacka, Adam Michnik, Marek Oramus, Jacek Trznadel, Renata Gorczyńska, Helga Hirsch, Andrzej T. Kijowski, Benjamin Ivry, Grażyna Zielińska, Marek Zagańczyk, Monika Muskała, Anna Poppek, Andrzej Gelberg, Bogdan Rymanowski; zebrał i opracował do druku Henryk Citko; Fundacja Zeszytów Literackich 2008, ISBN 978-83-60046-90-6)
- Krakowskie Spotkania Artystyczne 2017 - KONFIGURACJE. Malarstwo, rzeźba, rysunek. Katalog wystaw głównych / Krakow Artistic Meetings 2017 - CONFIGURATIONS. Painting, sculpture, drawing. Main exhibitions catalogue (współautor; pozostałe teksty: Jolanta Antecka, Łukasz Gazur, Jerzy Hanusek, Kamil Kuzko, Joanna Warchoł; tłumaczenie tekstów: Karolina Kolenda, Anna Morawska-Jandura, Ursula Miętka O'Donoghue; redakcja Grażyna Skowron, Joanna Warchoł; projekt graficzny Michał Jandura; Związek Polskich Artystów Plastyków Okręg Krakowski 2017, ISBN 978-83-947018-6-4)
- Wspominając Akademię. Napisane, wybrane, okazane. 1818-1920 (współautor; pozostałe teksty: Wojciech K. Stattler, Marian Gorzkowski, Józef Mehoffer, Julian Fałat, Adam Grzymała-Siedlecki, Leon Kowalski, Eugeniusz Geppert, Jerzy Fedkowicz, Tadeusz Makowski, Zygmunt Kamiński, Władysław Jarocki, Marian Trzebiński, Antoni Buszek, Tytus Czyżewski, Tymon Niesiołowski, Henryk Uziembło, Wiktor Brumer, J. Ondra, Kazimierz Sichulski, Marian Turwid, Teodor Grott, Jan Skotnicki, Zofia Baltarowicz-Dzielińska, Andrzej Pronaszko, Antoni Wasilewski, Marian Turski, Franciszek Klein, Marcin Samlicki, Antoni Waśkowski, Władysław Prokesch, Władysław Łuszczkiewicz, Konstanty Laszczka, Stanisław Witkiewicz, Adam Łada-Cybulski, Ludwik Ręgorowicz, Adam Organisty, Jadwiga Wielgut-Walczak, Renata Weiss, Agnieszka Jankowska-Marzec, Tadeusz Z. Bednarski, Zofia Weiss, Katarzyna Moskal; redakcja naukowa Paulina Tendera; redakcja merytoryczna Adam Wsiołkowski; Wydawnictwo Akademii Sztuk Pięknych im. Jana Matejki 2018, ISBN 978-83-65570-66-6)

### Opracowania i prace redakcyjne (wybór)
- Ogólnopolski Konkurs Poetycki o Laur Jaworowego Liścia. X Jaworskie Biesiady Literackie im. Henryka Worcella (tekst i ilustracje; Jaworski Ośrodek Kultury 1989, ISBN 83-210-0867-4)
- Michał Choromański, Zazdrość i medycyna (posłowie; Wydawnictwo Poznańskie 1990, ISBN 83-210-0867-4)
- Malarstwo. Anna Karpińska-Dehnel (katalog wystawy; autor tekstu; Space Gallery 1994)
- Dorota Łacek Gorczyca (katalog wystawy; autor tekstu; Galeria Promocji Krakowskiej Fabryki Mebli - Kamienica Hipolitów 1996)
- Paweł Jaroszewski, Kraków. Kolory miasta (album fotografii; autor tekstu; wydanie w trzech wersjach językowych; Wydawnictwo Andrzej Frukacz "Ex Libris" - Galeria Polskiej Książki 1997, ISBN 83-87071-11-0)
- Paweł Jaroszewski, Kraków. Pejzaż w miniaturze (album fotografii; autor tekstu; wydanie w trzech wersjach językowych; Wydawnictwo Andrzej Frukacz "Ex Libris" - Galeria Polskiej Książki 1997, ISBN 83-87071-51-X)
- Józef Rozbrój 1951-1996 (katalog wystawy; współautor tekstów; wspólnie z Janem Bujnowskim; Związek Polskich Artystów Plastyków 1998)
- Agnieszka Krasuska, Stanisław Wyspiański (1869-1907). Przewodnik dla dzieci (redakcja katalogu; wydanie 2, zmienione i poprawione: Muzeum Narodowe w Krakowie 2000, ISBN 83-87312-63-0)
- Agnieszka Krasuska, Przewodnik dla dzieci po wystawie Manga, Manggha, manga. Komiksowość i animacja w sztuce japońskiej. 18 stycznia-18 marca 2001 (redakcja katalogu; Centrum Sztuki i Techniki Japońskiej "Manggha" w Krakowie, Muzeum Narodowe w Krakowie 2001, ISBN 83-87312-64-9)
- Agnieszka Opala. Malarstwo (katalog wystawy; współautor tekstu; wspólnie z Katarzyną Napiórkowską; Poznań 2001)
- Kolekcja imienia Janiny i Józefa Haubenstocków. Dar dla Muzeum Narodowego w Krakowie 1995-2001 (redakcja katalogu; koncepcja: Jacek Waltoś, Światosław Lenartowicz; Muzeum Narodowe w Krakowie 2001)
- Nowe obrazy Bogdana Klechowskiego. Nitka ciszy przeciągnięta przez zgiełk (katalog wystawy; autor tekstu; ZPAP Okręg Krakowski - Galeria Pryzmat 2006)
- Maria Więckowska. Nieznane malarstwo (katalog wystawy; opracowanie; Galeria Sztuki Raven - Connaisseur Salon Dzieł Sztuki 2014)
- Ireneusz Iredyński, Listy z więzienia (wybór, opracowanie, wstęp, przypisy i posłowie; Świat Książki Wydawnictwo 2015, ISBN 978-83-7943-842-6)
- Bogdan Klechowski. Kalejdoskop (katalog wystawy; współautor tekstu; wspólnie z Adamem Organistym; Akademia Sztuk Pięknych 2016)
- Michał Choromański, Schodami w górę, schodami w dół (posłowie; Państwowy Instytut Wydawniczy 2017, ISBN 978-83-060-3392-2)
- Miłosne listy medyczne i polityczne. Korespondencja doktora Wacława Kraszewskiego i Janiny z Maszatowskich Kraszewskiej z lat 1894-1927. Przepisali z rękopisów i opracowali Marek Sołtysik, Jadwiga Nowak-Sołtysik. Koncepcja całości, wstęp, posłowie, przypisy: Marek Sołtysik; Dom Doktora, Galeria sztuki Współczesnej, 2020, ISBN 978-83-8111-189-8

### Słuchowiska
- Odległości (reż. Romana Bobrowska; 1973)
- Ciemna słodycz (reż. Romana Bobrowska; 1980)
- Poza domem (reż. Wojciech Markiewicz; 1981)
- Bezwstyd (reż. Wojciech Markiewicz; 1982)
- Pakiet Pandory (reż. Sławomir Pietrzykowski; 1983)
- Chory (reż. Wojciech Markiewicz; 1984)
- Kukła (reż. Wojciech Markiewicz; 1984)
- Falstart (reż. Wojciech Markiewicz; 1986)
- Przylecą z drżeniem jak ptaki (reż. Andrzej Zakrzewski; 1988)
- Mężczyźni (reż. Beata Kasztelaniec; 1988)
- Wigilia (reż. Wojciech Markiewicz; 1991)
- Debora (reż. Janusz Kukuła; 1991)

#### Słuchowiska dokumentalne (1984-1986, w reżyserii Wojciecha Markiewicza)
- Coraz piękniejszy wizerunek śmierci (Sceny z życia Jacka Malczewskiego, II części)
- Samotny Pierrot (Sceny z życia Witolda Wojtkiewicza, II części)
- Krzyk (Sceny z życia Władysława Podkowińskiego)
- Perła (Sceny z życia Olgi Boznańskiej, II części)
- Stimmung (Sceny z życia Maksa i Aleksandra Gierymskich, III części)
- Rozbitek (Sceny z życia Antoniego Kurzawy)
- Mocarz (Sceny z życia Jana Matejki, III części)
- Białe okno (Sceny z życia Bronisława A. Grabowskiego, III części)
- Bez światłocienia (Sceny z życia Parysa Filippiego, II części)
- Przed odlotem (Sceny z życia Władysława A. Maleckiego, II części)
- Bilet powrotny na koleje życia (II części)
- Wszystko jest niebezpieczne (Sceny z życia Stanisława I. Witkiewicza, II części)
- Życie Michała Choromańskiego. Tryptyk dokumentalny  (cz. I – Diabeł i śmierć; cz. II – Makumba nad Wisłą; cz. III – Czuję, że nie wyjdę stąd żywy)
- Ireneusz Iredyński. Impresja dokumentalna w dwóch częściach.